# Itylos ludicra
Itylos ludicra är en fjärilsart som beskrevs av Gustav Weymer 1890. Itylos ludicra ingår i släktet Itylos och familjen juvelvingar. Inga underarter finns listade i Catalogue of Life.